# Susan Partridge
Susan Partridge (née le 4 janvier 1980) est une athlète britannique, spécialiste des courses de fond.

## Palmarès
| Date | Compétition                            | Lieu       | Résultat | Épreuve       | Temps           |
| ---- | -------------------------------------- | ---------- | -------- | ------------- | --------------- |
| 2005 | Semi-marathon de Bath                  | Bath       | 1re      | Semi-marathon | 1 h 13 min 10 s |
| 2005 | Championnats du monde de semi-marathon | Edmonton   | 25e      | Semi-marathon | 1 h 13 min 49 s |
| 2009 | Great Birmingham Run                   | Birmingham | 1re      | Semi-marathon | 1 h 12 min 50 s |
| 2013 | Marathon de Londres                    | Londres    | 9e       | Marathon      | 2 h 30 min 46 s |
| 2014 | Jeux du Commonwealth                   | Glasgow    | 6e       | Marathon      | 2 h 32 min 18 s |

## Records
| Épreuve       | Performance     | Date             | Lieu            |
| ------------- | --------------- | ---------------- | --------------- |
| 1 500 m       | 4 min 36 s 23   | 1er juillet 2012 | Liverpool       |
| 3 000 m       | 9 min 30 s 20   | 3 août 2003      | Grangemouth     |
| 5 000 m       | 15 min 51 s 59  | 31 mai 2014      | Manchester      |
| 10 000 m      | 34 min 12 s 57  | 16 mai 2015      | Parliament Hill |
| 10 km         | 32 min 44 s     | 31 décembre 2011 | Madrid          |
| 10 miles      | 56 min 25 s     | 27 avril 2014    | Édimbourg       |
| 20 km         | 1 h 9 min 17 s  | 8 octobre 2006   | Debrecen        |
| Semi-marathon | 1 h 10 min 32 s | 3 mars 2013      | Bath            |
| Marathon      | 2 h 30 min 46 s | 21 avril 2013    | Londres         |